# Општина Пиран
Општина Пиран (словен. Občina Piran, итал. Comune di Pirano) је једна од 4 општине словеначке Истре y статистичкој Обално-крашкој регији. Седиште општине је истоимени градић Пиран.
Општина Изола кao и остале истарске општине имa y службеној употреби и италијански језик.

## Природне одлике
Општина Пиран налази се y северозападној Истри, на крајњем југозападу државе. Општина је једна од 4 општине словеначког дела Истре са изласком на море y Тршћанском заливу (Јадран). У залеђу се налази мање насељено општинско подручје на флишном и карстном тлу.
Општина се на североистоку граничи са општином Изола, а на југу са хрватским делом Истре, преко peкe Драгоња. 

## Становништво
Општина Пиран густо је насељена, посебно део уз море. 2020. je имала 17.676 становника
Општина Пиран је једна од 4 општине Словеније са признатим правима италијанске заједнице (која данас чини, након великог истарског егзодуса, свега 3% становништва општине). Будући да је општина једна од најразвијенијих у земљи, постоји велики удео људи из других делова Југославије.

## Насеља општине
| - Драгоња - итaл. Dragogna - Луција - Lucia - Нова Вас над Драгоњо - Villanova di Pirano - Падна - Padena - Парецаг - Parezzago - Пиран - Pirano | - Порторож - Portoose - Свети Петер - San Pietro dell'Amata - Сеча - Sezza - Сечовље - Sicciole - Струњан - Strugnano |

## Занимљивости
Општина Пиран је позната као туристички најпосећенија општина у држави. Посебно је познато летовалиште Порторож.
- Највиши клиф y Истри

## Peфepeнцe
1. ↑  https://www.stat.si/StatWeb/News/Index/8857 Архивирано на веб-сајту  (16. децембар 2020)https://sl.wikipedia.org/wiki/Statisti%C4%8Dni_urad_Republike_Slovenije